# Maritana
Maritana är en opera i tre akter med talad dialog och några recitativ med musik av William Vincent Wallace och libretto av Edward Fitzball (1792–1873). Operan bygger på den franska pjäsen Don César de Bazan (1844) av Adolphe d'Ennery och Philippe François Pinel (Dumanoir), som också var källmaterial till Jules Massenets opéra comique Don César de Bazan (karaktären Don César de Bazan uppträdde första gången i Victor Hugos Ruy Blas). Operan hade premiär på Theatre Royal, Drury Lane den 15 november 1845.
Operan, den först av Wallaces sex operor, namnges ofta som inspiration till handlingen i Gilbert och Sullivans komiska operett The Yeomen of the Guard i vilken en man gifter sig med en kvinna medan han inväntar sin avrättning i fängelset, flyr och förenar sig med kvinnan.

## Uppförandehistorik
Maritana sattes upp första gången på Theatre Royal, Drury Lane under Alfred Bunns ledning den 15 november 1845, dirigerad först av kompositören själv och senare av teaterns dirigent Julius Benedict. Året därpå sattes den upp i Dublin och Philadelphia, och senare i Wien och New York (1848, 1854, 1857, 1865 och 1868). 1873 blev Maritana den första operan i England som sattes upp av Carl Rosa Opera Company i Manchester. Den hade nypremiär i Dublin 1877 och i London på Her Majesty's Theatre 1880 i en italiensk version utförd av Mattei. En föreställning i Denver, Colorado 1881 invigde Tabor Grand Opera House. 1902 sattes den upp på Covent Garden. 1925 sattes den upp på London Lyceum och 1931 på Sadler's Wells. Den förblev populär till mitten av 1900-talet.
Royal Dublin Society återupplivade verket i ett konsertant utförande 2006 med en orkester dirigerad av Proinnsías Ó Duinn och sångare ledda av Mairead Buicke och Robin Tritschler. Det stigande irländska intresset för verket återspeglas i James Joyces verk, i hans roman Ulysses, och historierna "De döda" och "En mor" (i Dublinbor).
En stumfilmsversion av operan gjordes 1922 regisserad av H. B. Parkinson.

## Mottagande
Operans mottagande på Drury Lane var till en början entusiastiskt, där särskilt kritiken från The Musical World kommenterade positivt om kompositören, librettisten, melodierna och instrumenteringen.
1910 ansåg George P. Upton i The Standard Operas: their plots, their music, and their composers att Maritana "är en av de piggaste och ljusaste av alla engelska operor ... "I hear it again" ... är en av de sötaste och mest delikata sångerna i någon lättare opera ... En av de mest beundrade engelska sångerna [är] "Scenes that are the brightest". ... Friskheten, det ljusa och behagfulla i musiken till denna lilla opera kombinerad med historiens ovanliga intresse och delikata humor har alltid fallit publiken i smaken." 1915 kallade The Victor Book of the Opera operan "älskad för sina melodiösa och sentimentala musik. Idealet för en opera femtio år sedan var stilla, oaffekterad sötma och kompositören åstdkom detta till perfektion i sin Maritana."

## Andra associationer
Strandhotellet Don CeSar i St. Pete Beach i Florida är uppkallat efter karaktären Don Cæsar och restaurangen heter Maritana.

## Personer
| Roller                              | Röstläge                 | Premiärbesättning 15 november 1845 (Dirigent: på premiären kompositören, därefter Julius Benedict) |
| ----------------------------------- | ------------------------ | -------------------------------------------------------------------------------------------------- |
| Karl II, Kung av Spanien            | bas                      | Conrado Borrani                                                                                    |
| Don José de Santarém, hans minister | bas                      | H. Phillips                                                                                        |
| Don Cæsar de Bazan                  | tenor                    | William Harrison                                                                                   |
| Marquis de Montefiori               | bas                      | H. Horncastle                                                                                      |
| Lazarillo, en fattig page           | mezzosopran              | Elizabeth Poole                                                                                    |
| Alcalde                             | bas                      | Morgan                                                                                             |
| Vaktchefen                          | baryton                  | S. Jones                                                                                           |
| Maritana, en zigenerska             | sopran                   | Emma Romer och Elizabeth Rainforth                                                                 |
| Marchioness de Montefiori           | mezzosopran eller sopran | Mrs. Selby                                                                                         |
| Rorsman                             |                          | |
| Soldater, folk och zigenare (kör)   |                          | |

## Handling

### Akt 1
Maritana är en zigensk gatusångerska i Madrid. Karl II, den unge spanske kungen, lurar förklädd på torget, betagen i hennes skönhet. Hans lömske minister Don José åser det hela och uppmanar kungens känslor i hopp om att kungen ska kompromettera sig. José avser att avslöja kungens otrohet för drottningen för egen vinnings skull. José lurar också i Maritana hoppet om ett rikt liv. Don Cæsar de Bazan är en otursförföljd men lycklig adelsman som blivit dömd till döden genom allmän hängning för att ha duellerat under stilla veckan. Maritana beundrar den vackre Don Cæsar, som har bråkat för att försvara en fattig lärling vid namn Lazarillo för misshandel av sin mästare.

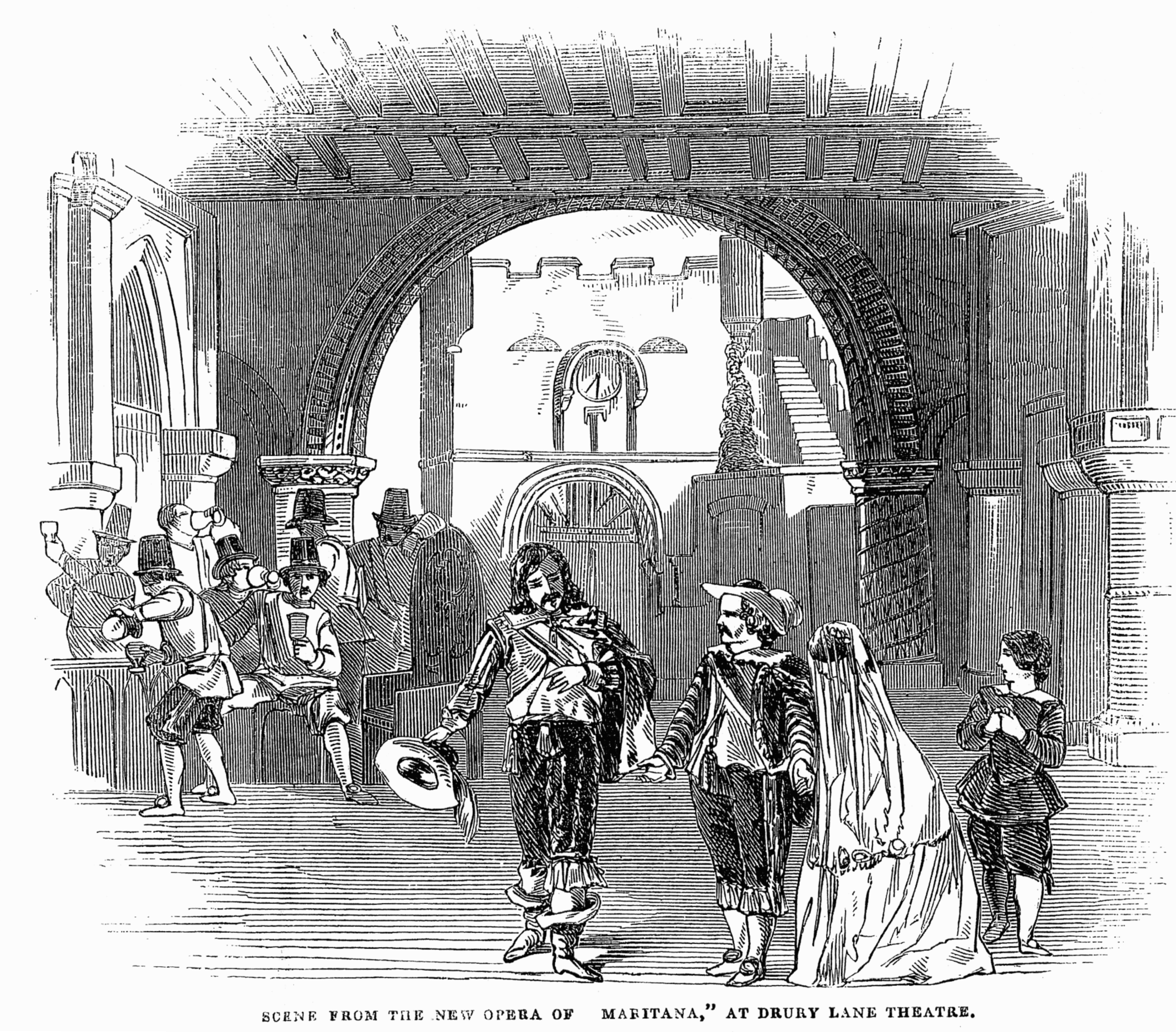
Bröllopet mellan Don Cæsar och Maritana

### Akt 2
På dagen för Don Cæsars avrättning anländer en benåning från kungen, men den avlyssnas av Don José. José erbjuder Cæsar en värdig soldats död (att skjutas istället för att hängas) om han går med på att gifta sig med en beslöjad dag före sin avrättning; Cæsar accepterar. José för in den beslöjade Maritana till giftermålet med avsikten att göra henne till en adlig änka; han berättar för henne att hon ska gifta sig med kungen. Medan Don Cæsar och hans bödel deltar i bröllopsfesten avlägsnar Lazarillo alla dödliga skott från vapnen. Avrättningen utförs, Cæsar låtsas död och smiter sedan iväg till en bal i Montefiori villa, för att leta efter sin nya hustru.
Don José för Maritana till Marquis och Marchioness de Montefiori på balen och ber dem låtsas att hon är Markisens brorsdotter. José för henne till kungen, men Maritana blir besviken och överraskad att Karl inte är den vackre man hon gifte sig med. Under tiden anländer Don Cæsar till villan och begär sin brud. José presenterar honom för den gamla markisinnan. Då Cæsar aldrig såg sin brid tror han på Josés hsitoria att hon är hans brud. Han blir så besviken att han går med på att skriva under ett papper där han avsäger sig henne. Just då hör han Maritanas röst i bakgrunden. Han känner igen sin brud och försöker få fatt i henne, men hon förs bord till det kungliga palatset i Aranjuez och själv arresteras han.

### Akt 3
Den fängslade Maritana begrundar sitt öde; hon inser att hon är offret för Josés plan och avvisar kungens närmande. Don Cæsar anländer för att slutligen upptäcka att kungen har benådat honom. Han kräver sin brud men José insisterar på att han ska arresteras som förrymd fånge. Innan några förklaringar kan ges sänder drottningen bud efter kungen. Cæsar och Maritana möts och inser att de båda älskar varandra. De beslutar att vädja till drottningen. Under tiden åhör Cæsar hur José berättar för drottningen att kungen har stämt möte med Maritana samma afton. Cæsar avslöjar José som förrädare och hugger ner honom. När kungen hör om Cæsars lojalitet ångrar han sig och för Maritana till Cæsar, som han utnämner till guvernör av Valencia.

## Musiknummer
Akt 1
- "Sing pretty maiden" – Kör
- "It was a Knight" – Maritana
- "'Tis the harp in the air" – Maritana
- "Angels that around us hover" – Kör
- "Of fairy wand had I the power" – Maritana och Don José
- "All the world over" – Don Cæsar
- "See the culprit! Quick, arrest him" – Kvartett, kör
- "Pretty Gitana, tell us what the fates decree" – Kör
- Final "Farewell, my gallant Captain" – Don Cæsar, ensemble

Akt 2
- "Alas! those chimes so sweetly stealing" – Lazarillo
- "Hither as I came" – Don Cæsar
- "Turn on, old Time" – Trio Don Cæsar, Lazarillo, Don José
- "Yes, let me like a soldier fall" – Don Cæsar
- "In happy moments, day by day" – Don José
- "Health to the Lady" – Kvartett och kör
- "Oh! what pleasure" – Kör
- Waltz – Orkester
- "Hear me, gentle Maritana" – Kungen
- "There is a flow'r that bloometh"  – Don Cæsar
- "Ah! confusion! What delusion!" –Kvarett inkl. Don Cæsar
- Final – "That voice! 'tis hers" – Don Cæsar, ensemble

Akt 3
- Intro. och Recit. "How dreary to my heart" – Maritana
- "Scenes that are the brightest" – Maritana
- "This heart by woe o'ertaken" – Don José
- "I am King of Spain" – Duett Don Cæsar och kungen
- "Oh, Maritana! wild woodflow'r" – Duett Don Cæsar och Maritana
- "Sainted Mother, guide his footsteps" – Duett Maritana och Lazarillo
- "Remorse and Dishonour" – Trio Maritana, Don Cæsar och kungen
- Rondo-Final "With rapture glowing" – Maritana, kör